# Geert De Vlieger
Geert De Vlieger (Dendermonde, 16 ottobre 1971) è un ex calciatore belga, di ruolo portiere.

## Palmarès

### Club

#### Competizioni nazionali
- Tweede klasse: 1

Beveren: 1990-1991